# A Feather in His Collar
A Feather in His Collar è un cortometraggio del 1946 diretto da Clyde Geronimi, Wilfred Jackson e Larry Sharpsteen.